# Східнослов'янські мови
Східнослов'я́нські мо́ви — в мовознавстві одна з трьох регіональних підгруп слов'янської групи балто-слов'янської гілки індоєвропейських мов, що поширена у Центральній та Східній Європі. Нині цими мовами розмовляють у всій Східній Європі і поширюються на схід до Сибіру та Далекого Сходу Росії; в той час як ними говорять як лінґва франка в Балтійських країнах, Кавказі та Центральній Азії. Носії східнослов'янських мов значно переважають за кількістю носіїв західнослов'янські та південнослов'янські сім'ї.
Існуючі східнослов'янські мови — білоруська, російська та українська; русинська вважається або окремою мовою, або карпато-русинським діалектом української мови (більшість філологів з України та інших країн, які досліджували ці говірки вважають її кодифікованою або не кодифікованою групою говорів української мови).
Теоретично, спільний давньоруський період у східнослов'янських говорах закінчився із занепадом зредукованих ъ, ь, який відбувався протягом XI—XIII ст. у східнослов'янських діалектих ареалах не синхронно. Неоднакові наслідки цього процесу засвідчили початок самостійної історії окремої східнослов'янської мови.
Усі ці мови використовують кирилицю, однак білоруська та українська мови мали в минулому латинські альфабети, зараз русинська використовує в деяких регіонах латиницю.
Деякі сучасні мовознавці заперечують існування стадії спільної східнослов'янської мови, тому  вважають віднесення української мови до «східнослов'янських» радше даниною академічній традиції.

## Класифікація
- Індоєвропейські мови
  -  Балто-слов'янські мови
    -  Слов'янські мови
      -  Східнослов'янські мови

Діалектологічна мапа, Московська діалектологічна комісія, 1914 рік

        - Давньоновгородський діалект †
          -  Давньопсковський діалект †

        -  Давньоруська або старосхіднослов'янська мова †
          - Староросійська мова †
            -  Російська мова
              - Північне наріччя
                - Ладого-тихвінський діалект
                - Вологодський діалект
                -  Костромський діалект

              - Середньоросійське наріччя
                - Псковський діалект
                -  Владимиро-поволзький діалект

              -  Південне наріччя
                - Курсько-орловський діалект
                -  Рязанський діалект

          -  Руська або староукраїнська/старобілоруська мова †
            - Білоруська мова
              - Північно-східні діалекти
              - Південно-західні діалекти
              - Середньобілоруські говірки
              -  Поліські діалекти (наближені до українського поліського наріччя)

            -  Українська мова
              - Поліські діалекти (Північне наріччя)
                - Східнополіський говір
                - Середньополіський говір
                -  Західнополіський говір

              - Південно-східні діалекти (Південно-східне наріччя)
                - Середньонаддніпрянський говір
                - Слобожанський говір
                - Степовий говір
                -  Кубанський говір або балачка

              -  Південно-західні діалекти (Південно-західне наріччя)
                - Гуцульський говір
                - Лемківський говір
                - Бойківський говір
                - Закарпатський говір
                - Подільський говір
                - Волинський говір
                - Покутсько-буковинський говір
                - Надсянський говір
                -  Бачвансько-русинська мова
                  -  Пряшівський діалект

## Поширення
Східнослов'янські мови до недавнього часу були поширеними лише на території Східної та Центральної Європи. Проте із зростом Російської імперії і її завоюваннями на сході російська мова — представниця східнослов'янських мов почала поширюватися і в Північно-Східній Азії. Подібна ситуація виникла тоді, коли українські емігранти 19-20 століть почали селитися у Канаді, США, Бразилії, Аргентині та інших державах і тим самим поширювати українську мову на різних континентах.
Серед усіх східнослов'янських мов найпоширенішою є російська. Вона є рідною для близько 200 мільйонів осіб, 350 мільйонів людей узагалі володіють нею. Російська мова є офіційною в неслов'янських країнах: Казахстані, Киргизстані, у де-факто окупованих Росією Абхазії та Південній Осетії, та інших регіонах.

## Історія
Коли спільна давньоруська мова відокремилася від праслов'янської мови, спільної для всіх слов'ян, важко з'ясувати, хоча в XII столітті спільну мову русів досі в сучасній писемності називають слов'янською.

### Генетичні
Ці теорії не відкидають консолідацію, але вважають спільне походження мов важливішим.
Риси, що відрізняють східнослов'янські мови від інших слов'янських — на думку деяких вчених є результатом існування окремої мови.
Вона виділилась з праслов'янської мови у VIII столітті з метатезою плавних, що призвела до першого повноголосся. Друга палаталізація призвела до виділення північних говорів. Консолідація двох говорів дала давньоновгородський діалект. Занепад редукованих у ХІІ столітті поклав початок розпаду єдиної мови. Наступні політичні події — феодальна роздробленість та завоювання Гедиміновичів пришвидшили цей процес. Єдина мова розділилась на дві — східну і західну. Консолідація східної мови на землях, що залишилась під владою Рюриковичів, з давньоновгородським діалектом поклала початок російській мові. Втрати Гедиміновичами земель на користь Ягеллонів призвели до розпаду західної мови на білоруську та українську.
Представники — О. О. Шахматов, М. С. Трубецькой, О. І. Соболевський, С. М. Кульбакин, А. Ю. Кримський, А. Москаленко, Ю. Карпенко, А. Залізняк, Т. Лер-Сплавинський, О. Гуйер, В. Вондрак, А. Брюкнер, Л. Нідерле.

### Консолідаційні
Ці теорії не відкидають спорідненість східнослов'янських мов, але відносять її до часів праслов'янської єдності — не пізніше VII століття. Потім з праслов'янської мови виділилось від трьох до п'яти окремих мов — в залежності від автора. 

Риси, що відрізняють східнослов'янські мови від інших слов'янських — результат консолідації цих мов в умовах існування різних держав. В часи Русі іншим мовам нав'язувались характерні риси давньоукраїнської, в часи ВКЛ — давньобілоруської, в часи Російської імперії — російської.
Представники — С. Й. Смаль-Стоцький, М. С. Грушевський, І. О. Бодуен де Куртене, К. Т. Німчинов, О. Н. Синявський, Є. К. Тимченко, І. І. Огієнко, В. М. Ганцов, П. К. Ковалів, О. Горбач, Ю. В. Шевельов, С. І. Ткаченко, В. М. Русанівський, І. Г. Матвіяс, Ф. Миклошич, А. Мейє, Й.Шмідт.

### Політична складова
На суперечки між вченими накладається політична ідеологія. Походження, розвиток та історію східнослов'янських мов кожен трактує по-своєму. Відмінність існує навіть у назвах. Мову часів Київської Русі українські мовознавці називають давньоукраїнською, білоруські — давньобілоруською, російські — давньоруською.

У Радянському союзі для широкого загалу подавався дуже спрощений варіант генетичної групи. Існування давньоновгородського діалекту, про який фахівцям відомо з другої половини ХІХ віку, замовчувалось. У той же час у професійній літературі викладались думки цілком консолідаційного характеру.
|                                                                  | Ті три діалекти (південно-західний, західний та північно-східний), які в Київський Русі не встигли розчинитися в єдиній давньоруській мові, у зв’язку з розпадом Київський Русі і припиненням інтеграційних процесів дістали можливість розвиватися і лягли в основу мов трьох східнослов’янських народностей – української, російської і білоруської. |
| — «Порівняльна граматика української і російської мов», 1957 рік | |

## Порівняльна характеристика
| Праслов'янська мова | Білоруська мова | Російська мова | Українська мова | Болгарська мова | Польська мова |
| ------------------- | --------------- | -------------- | --------------- | --------------- | ------------- |
| *gordъ              | го́рад, гаро́д    | го́род, огоро́д  | гóрод, горо́д    | град, градина   | gród, ogród   |
| *golva              | галава          | голова         | голова          | глава           | głowa         |

| Праслов'янська мова | Білоруська мова | Російська мова | Українська мова | Болгарська мова | Польська мова |
| ------------------- | --------------- | -------------- | --------------- | --------------- | ------------- |
| *volga              | вільгаць        | влага          | волога          | влага           | wilgoć        |

| Праслов'янська мова | Білоруська мова | Російська мова | Українська мова | Болгарська мова | Польська мова |
| ------------------- | --------------- | -------------- | --------------- | --------------- | ------------- |
| *zemja              | зямля           | земля          | земля           | земя            | ziemia        |
| *lubjon             | люблю           | люблю          | люблю           | люблен          | lubię         |
| *lovja              | лоўля           | ловля          | ловля           | ловът           | łowienie      |

| Праслов'янська мова | Білоруська мова | Російська мова | Українська мова | Болгарська мова | Польська мова |
| ------------------- | --------------- | -------------- | --------------- | --------------- | ------------- |
| *sъlnьce            | сонца           | солнце         | сонце           | слънце          | słońce        |

| Білоруська мова | Російська мова | Українська мова | Польська мова |
| --------------- | -------------- | --------------- | ------------- |
| мыла            | мыло           | мило            | mydło         |
| сала            | сало           | сало            | sadło         |

| Білоруська мова | Російська мова | Українська мова | Польська мова |
| --------------- | -------------- | --------------- | ------------- |
| свердзел        | сверло         | свердло         | wiertło       |

| Праслов'янська мова | Білоруська мова | Російська мова | Українська мова | Болгарська мова | Польська мова |
| ------------------- | --------------- | -------------- | --------------- | --------------- | ------------- |
| *jelen              | алень           | олень          | олень           | елен            | jeleń         |
| *jeden              | адзін           | один           | один            | един            | jeden         |

| Праслов'янська мова | Білоруська мова | Російська мова | Українська мова | Болгарська мова | Польська мова |
| ------------------- | --------------- | -------------- | --------------- | --------------- | ------------- |
| *jeden              | адзінка         | единица        | одиниця         | единица         | jednostka     |

| Білоруська мова | Російська мова | Українська мова | Болгарська мова | Польська мова |
| --------------- | -------------- | --------------- | --------------- | ------------- |
| свечка          | свеча          | свічка          | свещ            | świeca        |
| мяжа            | межа           | межа            | межа            | miedza        |

| Церковнослов'янська мова | Білоруська мова | Російська мова | Українська мова | Болгарська мова | Сербська мова | Польська мова |
| ------------------------ | --------------- | -------------- | --------------- | --------------- | ------------- | ------------- |
| сънъ                     | сон             | сон            | сон             | сън             | сан           | sen           |
| дьнь                     | дзень           | день           | день            | ден             | дан           | dzień         |

| Білоруська мова  | Російська мова  | Українська мова | Болгарська мова аорист | Болгарська мова перфект | Польська мова       |
| ---------------- | --------------- | --------------- | ---------------------- | ----------------------- | ------------------- |
| Я хадзіў у школу | Я ходил в школу | Я ходив у школу | Аз ходех на училище    | Аз ходил съм на училище | Chodziłem do szkoły |

| Білоруська мова | Російська мова | Українська мова | Південно-західне наріччя української мови | Болгарська мова | Польська мова     |
| --------------- | -------------- | --------------- | ----------------------------------------- | --------------- | ----------------- |
| я ёсць          | я есть         | я є             | я єм                                      | аз съм          | (ja) jestem       |
| ты ёсць         | ты есть        | ти є            | ти єси                                    | ти си           | (ty) jesteś       |
| ён ёсць         | он есть        | він є           | він є/єсть                                | той има         | (on/ona/ono) jest |
| мы ёсць         | мы есть        | ми є            | ми смо                                    | ние имаме       | (my) jesteśmy     |
| вы ёсць         | вы есть        | ви є            | ви сте                                    | вие има         | (wy) jesteście    |
| яны ёсць        | они есть       | вони є          | вони суть                                 | те са           | (oni) są          |

| Білоруська мова | Російська мова | Українська мова | Болгарська мова | Польська мова |
| --------------- | -------------- | --------------- | --------------- | ------------- |
| я дурань        | я дурак        | я дурень        | аз съм глупа    | jestem głupi  |

| Дванадцять спільних рис української та білоруської мов |
| - Подібна рефлексація плавних з колишнім слабким редукованим: *trъt < укр. крию, біл. крыю, рос. крою, *tlъt < укр. глитати, біл. глытаць, рос. глотаю - Зміна [l] в нескладовий [ụ]: *tьlt < укр. вовк [ў], біл. воўк, рос. волк - Асиміляція звука [j] та поява подовження м'яких передньоязикових: *tьj < укр. суддя, весілля, біл. суддзя, вяселле, рос. судья, веселье - Втрата початкового [i] та поява приставних голосних: *jь > [i]: *jьgrati > укр. грати, біл. граць, рос. играть, *rьža > укр. іржа, біл. іржа, рос. ржавчина - Позиційні чергування [w]/[ụ] та [i]/[ị]: укр. Він іде в школу./Вони йдуть у школу., біл. Ён ідзе ў школу./Яны йдуць у школу., рос. Он идёт в школу./Они идут в школу. - Втрата зімкненого задньоязикового етимологічного *g > українське [ɦ], білоруське [γ], російське [g] - Злиття двох праслов'янських префіксів: *sь, *iz > укр. з роботи, біл. з работы, рос. с работы - Протетичні приголосні: *jesenь > укр. осінь, біл. восень, рос. осень, *ognь > укр. вогонь, рос. огонь, *ǫgъlъ > укр. вугол, біл. вугал, рос. угол, *ulica > укр. вулиця, біл. вуліца, рос. улица, *ovьca > укр. вівця, біл. гаўца, рос. овца. - Збереження чергування задньоязикових зі свистячими в іменниках: укр. на дорозі, біл. на дарозе, рос. на дороге - Збереження чергування [ɦ]/[ʒ], [k]/[t͡ʃ] у 2 особі однини наказового способу: укр. біжи, печи, біл. бяжы, пячы, рос. беги, пеки - Збереження кличного відмінка: укр. сину, коню, біл. сыну, коню, рос. сын, конь - Втрата кінцевого закінчення у 3-ій особі дієслів теперішнього та майбутнього часів: укр. бере, каже, біл. бярэ, кажа, рос. берёт |

| Три спільні риси української та російської мов |
| - Наявність м'яких приголосних [ď], [ť]: укр. діти, тісто, рос. дети, тесто — відсутні [ď], [ť] біл. дзеці, цеста, - Наявність твердої та м'якої фонеми [r], [r‘]: укр. раба, ряба, рос. рад, ряд — лише тверда біл. раб, - Збереження звука [j] у флексії називного відмінка повних прикметників: укр. новий, синій, рос. нóвый, синий — втрата звука [j] біл. новы, сіні. |

| Білоруська мова | Російська мова | Українська мова |
| --------------- | -------------- | --------------- |
| сава [sɑva]     | сова [sɐva]    | сова [sovɑ]     |
| вада [vɑda]     | вода [vɐda]    | вода [vodɑ]     |

| Білоруська мова | Російська мова | Українська мова |
| --------------- | -------------- | --------------- |
| мы [mɨ]         | мы [mɨ]        | ми [mɪ]         |
| ціха [ʦixa]     | тихо [tixɐ]    | тихо [tɪxo]     |

| Білоруська мова | Російська мова Стара орфографія | Російська мова Нова орфографія | Українська мова |
| --------------- | ------------------------------- | ------------------------------ | --------------- |
| белы            | бѣлый                           | белый                          | білий           |
| абед            | обѣдъ                           | обед                           | обід            |
| вяха            | вѣха                            | веха                           | віха            |

| Білоруська мова | Російська мова Стара орфографія | Російська мова Нова орфографія | Українська мова |
| --------------- | ------------------------------- | ------------------------------ | --------------- |
| дзе             | гдѣ                             | где                            | де              |
| рэдзька         | рѣдька                          | редька                         | редька          |
| мець            | имѣть                           | иметь                          | мати            |
| хрэн            | хрѣнъ                           | хрен                           | хрон            |

| Білоруська мова | Російська мова | Українська мова Закритий склад | Українська мова Відкритий склад |
| --------------- | -------------- | ------------------------------ | ------------------------------- |
| конь            | конь           | кінь                           | коня                            |
| стол            | стол           | стіл                           | стола                           |
| сем             | семь           | сім                            | семи                            |
| печ             | печь           | піч                            | печі                            |

| Білоруська мова | Російська мова | Українська мова |
| --------------- | -------------- | --------------- |
| хлеб [xl̪ʲɛp]    | хлеб [xl̪ʲɛp]   | хліб [xlib]     |
| плоў [plow]     | плов [plof]    | плов [plov]     |

| Білоруська мова | Російська мова | Українська мова |
| --------------- | -------------- | --------------- |
| украінскі       | украинский     | український     |
| вузкі           | узкий          | вузький         |
| ліпецкі         | липецкий       | липецький       |

| Білоруська мова  | Російська мова   | Українська мова |
| ---------------- | ---------------- | --------------- |
| сястра [s̞ʲastra] | сестра [s̞ʲɛstra] | сестра [sɛstra] |
| зелле [z̞ʲɛll̪ʲɛ]  | зелье [z̞ʲɛljɛ]   | зілля [zill̪ʲa]  |

| Білоруська мова | Російська мова | Українська мова |
| --------------- | -------------- | --------------- |
| брату           | брату          | братові         |
| сыну            | сыну           | синові          |
| ткачу           | ткачу          | ткачеві         |

| Білоруська мова | Російська мова | Українська мова |
| --------------- | -------------- | --------------- |
| буду пісаць     | буду писать    | писатиму        |
| буду хадзіць    | буду ходить    | ходитиму        |

- Уживання пасивних дієприкметників теперішнього часу із суфіксом -м- в білоруській та російській мовах. Занепад таких форм в український мові.

| Білоруська мова | Російська мова | Українська мова  |
| --------------- | -------------- | ---------------- |
| чытаемы         | читаемый       | який читається   |
| абразаемы       | обрезаемый     | який обрізається |

## Лексика
Східнослов'янська лексика — слова, спільні для української, білоруської і російської мов, відсутні в інших слов'янських. До найпоширенішої східнослов'янської лексики відносять такі слова, як:
- Назви тварин: білка, жайворонок, зозуля, кажан, кішка, селезень, снігур, собака;
- Назви рослин: гречка, молочай, ожина, осока, смородина, хвощ, щавель;
- Назви явищ природи: крига, кряж, метелиця;
- Назви частин тіла: кулак, тулуб, щока;
- Назви предметів: віжки, глек, горня, ківш, коромисло, кочерга, мішок, рядно;
- Назви частин житла: горниця, пекарня, поміст;
- Сільськогосподарські терміни: озимина, полова, сіножать, солод, урожай, цілина, ярина;
- Назви продуктів харчування: брага, корж, коровай, пряник, харч, яловичина,
- Назви абстрактних понять: велич, довір'я, журба, суть;
- Назви професій і людей за певними ознаками: брехун, кожум'яка, мельник, митник, пивовар, селянин;
- Назви деяких якостей: верткий, дешевий, курносий, куций, сизий, хороший;
- Дієслова: балувати, виляти, колупати, кочувати, мітити, рокотати, соловіти, чахнути, черкати, шниряти;
- Терміни спорідненості і свояцтва: батько, дядько, падчерка, племінник;
- Числівники: дев'яносто, півтора, сорок;
- Прислівники: зовсім, ненароком, поки, поневолі, сьогодні, так-сяк, тепер.